# (3141) Buchar
(3141) Buchar es un asteroide que forma parte del cinturón exterior de asteroides y fue descubierto el 2 de septiembre de 1984 por Antonín Mrkos desde el Observatorio Kleť, cerca de České Budějovice, República Checa.

## Designación y nombre
Buchar fue designado inicialmente como 1984 RH.
Posteriormente, en 1993, se nombró en honor del astrónomo checo Emil Buchar (1901-1979).

## Características orbitales
Buchar está situado a una distancia media de 3,4 ua del Sol, pudiendo alejarse hasta 3,663 ua y acercarse hasta 3,138 ua. Tiene una inclinación orbital de 11 grados y una excentricidad de 0,07725. Emplea en completar una órbita alrededor del Sol 2290 días.

## Características físicas
La magnitud absoluta de Buchar es 10,7. Tiene 36,05 km de diámetro y emplea 11,41 horas en completar una vuelta sobre su eje. Su albedo se estima en 0,0858.